# Electric Light Orchestra/Diskografie
Diese Diskografie ist eine Übersicht über die musikalischen Werke der britischen Rock-Musikgruppe Electric Light Orchestra. Den Quellenangaben zufolge hat sie bisher mehr als 50 Millionen Tonträger verkauft, davon alleine in ihrer Heimat über 10,3 Millionen. Ihre erfolgreichste Veröffentlichung ist das siebte Studioalbum Out of the Blue mit über zehn Millionen verkauften Einheiten.

## Alben

### Studioalben
| Jahr | Titel                                                    | Höchstplatzierung, Gesamtwochen/‑monate, AuszeichnungChartplatzierungen (Jahr, Titel, Platzierungen, Wochen/Monate, Auszeichnungen, Anmerkungen) | Höchstplatzierung, Gesamtwochen/‑monate, AuszeichnungChartplatzierungen (Jahr, Titel, Platzierungen, Wochen/Monate, Auszeichnungen, Anmerkungen) | Höchstplatzierung, Gesamtwochen/‑monate, AuszeichnungChartplatzierungen (Jahr, Titel, Platzierungen, Wochen/Monate, Auszeichnungen, Anmerkungen) | Höchstplatzierung, Gesamtwochen/‑monate, AuszeichnungChartplatzierungen (Jahr, Titel, Platzierungen, Wochen/Monate, Auszeichnungen, Anmerkungen) | Höchstplatzierung, Gesamtwochen/‑monate, AuszeichnungChartplatzierungen (Jahr, Titel, Platzierungen, Wochen/Monate, Auszeichnungen, Anmerkungen) | Anmerkungen                                                                       |
| Jahr | Titel                                                    | DE | AT | CH | UK | US | Anmerkungen                                                                       |
| ---- | -------------------------------------------------------- | --- | --- | --- | --- | --- | --------------------------------------------------------------------------------- |
| 1971 | The Electric Light Orchestra auch bekannt als: No Answer | — | — | — | UK32 (4 Wo.)UK | US196 (2 Wo.)US | Erstveröffentlichung: Dezember 1971                                               |
| 1973 | ELO 2 auch bekannt als: Electric Light Orchestra II      | — | — | — | UK35 (1 Wo.)UK | US62 (22 Wo.)US | Erstveröffentlichung: 2. Februar 1973                                             |
| 1973 | On the Third Day                                         | — | — | — | — | US52 (24 Wo.)US | Erstveröffentlichung: November 1973                                               |
| 1974 | Eldorado                                                 | — | — | — | — | US16 Gold · (32 Wo.)US | Erstveröffentlichung: September 1974 Verkäufe: + 500.000                          |
| 1975 | Face the Music                                           | — | — | — | — | US8 Gold · (48 Wo.)US | Erstveröffentlichung: September 1975 Verkäufe: + 500.000                          |
| 1976 | A New World Record                                       | DE7 (9 Mt.)DE | AT9 (4 Mt.)AT | — | UK6 Platin · (99 Wo.)UK | US5 Platin · (69 Wo.)US | Erstveröffentlichung: 11. September 1976 Verkäufe: + 1.575.000                    |
| 1977 | Out of the Blue                                          | DE6 Gold · (20 Mt.)DE | — | — | UK4 Platin · (111 Wo.)UK | US4 Platin · (58 Wo.)US | Erstveröffentlichung: Oktober 1977 Verkäufe: + 10.000.000                         |
| 1979 | Discovery                                                | DE7 Gold · (73 Wo.)DE | AT3 (15 Mt.)AT | — | UK1 Platin · (45 Wo.)UK | US5 ×2Doppelplatin · (35 Wo.)US | Erstveröffentlichung: 31. Mai 1979 Verkäufe: + 3.270.000                          |
| 1980 | Xanadu                                                   | DE1 Gold · (30 Wo.)DE | AT1 (6 Mt.)AT | — | UK2 Gold · (17 Wo.)UK | US4 ×2Doppelplatin · (36 Wo.)US | Erstveröffentlichung: Juni 1980 Verkäufe: + 2.710.000; mit Olivia Newton-John     |
| 1981 | Time                                                     | DE1 Gold · (41 Wo.)DE | AT2 (4 Mt.)AT | — | UK1 Platin · (32 Wo.)UK | US16 Gold · (20 Wo.)US | Erstveröffentlichung: 31. Juli 1981 Verkäufe: + 1.100.000                         |
| 1983 | Secret Messages                                          | DE6 (17 Wo.)DE | AT11 (2 Mt.)AT | CH— GoldCH | UK4 Gold · (15 Wo.)UK | US36 (16 Wo.)US | Erstveröffentlichung: Juni 1983 Verkäufe: + 125.000                               |
| 1986 | Balance of Power                                         | DE18 (17 Wo.)DE | AT29 (½ Mt.)AT | CH10 (10 Wo.)CH | UK9 Silber · (12 Wo.)UK | US49 (15 Wo.)US | Erstveröffentlichung: Januar 1986 Verkäufe: + 60.000                              |
| 2001 | Zoom                                                     | DE16 (8 Wo.)DE | AT51 (3 Wo.)AT | CH26 (10 Wo.)CH | UK34 (2 Wo.)UK | US94 (2 Wo.)US | Erstveröffentlichung: 12. Juni 2001                                               |
| 2015 | Alone in the Universe                                    | DE7 (6 Wo.)DE | AT14 (3 Wo.)AT | CH7 (4 Wo.)CH | UK4 Platin · (17 Wo.)UK | US23 (3 Wo.)US | Erstveröffentlichung: 13. November 2015 Verkäufe: + 300.000; als Jeff Lynne’s ELO |
| 2019 | From Out of Nowhere                                      | DE14 (4 Wo.)DE | AT10 (2 Wo.)AT | CH14 (3 Wo.)CH | UK1 Silber · (9 Wo.)UK | US47 (1 Wo.)US | Erstveröffentlichung: 1. November 2019                                            |

grau schraffiert: keine Chartdaten aus diesem Jahr verfügbar

### Livealben
| Jahr | Titel                               | Höchstplatzierung, Gesamtwochen, AuszeichnungChartplatzierungen (Jahr, Titel, Platzierungen, Wochen, Auszeichnungen, Anmerkungen) | Höchstplatzierung, Gesamtwochen, AuszeichnungChartplatzierungen (Jahr, Titel, Platzierungen, Wochen, Auszeichnungen, Anmerkungen) | Höchstplatzierung, Gesamtwochen, AuszeichnungChartplatzierungen (Jahr, Titel, Platzierungen, Wochen, Auszeichnungen, Anmerkungen) | Höchstplatzierung, Gesamtwochen, AuszeichnungChartplatzierungen (Jahr, Titel, Platzierungen, Wochen, Auszeichnungen, Anmerkungen) | Höchstplatzierung, Gesamtwochen, AuszeichnungChartplatzierungen (Jahr, Titel, Platzierungen, Wochen, Auszeichnungen, Anmerkungen) | Anmerkungen                                                                      |
| Jahr | Titel                               | DE | AT | CH | UK | US | Anmerkungen                                                                      |
| ---- | ----------------------------------- | --- | --- | --- | --- | --- | -------------------------------------------------------------------------------- |
| 2015 | Jeff Lynne’s ELO: Live in Hyde Park | DE43 (2 Wo.)DE | — | — | — | — | Erstveröffentlichung: 11. September 2015                                         |
| 2017 | Jeff Lynne’s ELO: Wembley or Bust   | DE12 (9 Wo.)DE | — | — | UK9 Silber · (7 Wo.)UK | US90 (1 Wo.)US | Erstveröffentlichung: 17. November 2017 Verkäufe: + 60.000; als Jeff Lynne’s ELO |

Weitere Livealben
- 1974: The Night the Light Went On (In Long Beach)
- 1998: Live at Wembley ’78
- 1998: Live at Winterland ’76
- 1999: Live at the BBC
- 2013: Live

### Kompilationen
| Jahr | Titel                                                         | Höchstplatzierung, Gesamtwochen/‑monate, AuszeichnungChartplatzierungen (Jahr, Titel, Platzierungen, Wochen/Monate, Auszeichnungen, Anmerkungen) | Höchstplatzierung, Gesamtwochen/‑monate, AuszeichnungChartplatzierungen (Jahr, Titel, Platzierungen, Wochen/Monate, Auszeichnungen, Anmerkungen) | Höchstplatzierung, Gesamtwochen/‑monate, AuszeichnungChartplatzierungen (Jahr, Titel, Platzierungen, Wochen/Monate, Auszeichnungen, Anmerkungen) | Höchstplatzierung, Gesamtwochen/‑monate, AuszeichnungChartplatzierungen (Jahr, Titel, Platzierungen, Wochen/Monate, Auszeichnungen, Anmerkungen) | Höchstplatzierung, Gesamtwochen/‑monate, AuszeichnungChartplatzierungen (Jahr, Titel, Platzierungen, Wochen/Monate, Auszeichnungen, Anmerkungen) | Anmerkungen                                                                                     |
| Jahr | Titel                                                         | DE | AT | CH | UK | US | Anmerkungen                                                                                     |
| ---- | ------------------------------------------------------------- | --- | --- | --- | --- | --- | ----------------------------------------------------------------------------------------------- |
| 1976 | Olé ELO                                                       | — | — | — | — | US32 Gold · (43 Wo.)US | Erstveröffentlichung: Juni 1976 Verkäufe: + 500.000                                             |
| 1978 | Three Light Years                                             | — | — | — | UK38 Gold · (9 Wo.)UK | — | Erstveröffentlichung: Dezember 1978 Verkäufe: + 100.000                                         |
| 1979 | ELO’s Greatest Hits                                           | — | AT17 (1 Mt.)AT | — | UK7 Platin · (18 Wo.)UK | US30 ×4Vierfachplatin · (15 Wo.)US | Erstveröffentlichung: November 1979 Verkäufe: + 4.315.000                                       |
| 1985 | A Perfect World of Music                                      | DE53 (7 Wo.)DE | — | — | — | — | Erstveröffentlichung: 18. März 1985                                                             |
| 1989 | The Greatest Hits                                             | — | — | — | UK23 Gold · (21 Wo.)UK | — | Erstveröffentlichung: 1989 Verkäufe: + 107.500                                                  |
| 1994 | The Very Best of the Electric Light Orchestra                 | — | — | — | UK4 Gold · (11 Wo.)UK | — | Erstveröffentlichung: 10. Januar 1994                                                           |
| 1997 | Light Years: The Very Best of Electric Light Orchestra        | — | — | — | UK60 Gold · (2 Wo.)UK | — | Erstveröffentlichung: 3. November 1997 Verkäufe: + 100.000                                      |
| 2001 | The Ultimate Collection                                       | DE63 (4 Wo.)DE | — | CH92 (1 Wo.)CH | UK18 Gold · (6 Wo.)UK | — | Erstveröffentlichung: 30. Juli 2001 Verkäufe: + 100.000                                         |
| 2005 | All Over the World: The Very Best of Electric Light Orchestra | DE— GoldDE | — | CH89 (1 Wo.)CH | UK1 ×5Fünffachplatin · (206 Wo.)UK | US73 Gold · (… Wo.)US | Erstveröffentlichung: 6. Juni 2005 in der Schweiz erst 2016 in den Charts Verkäufe: + 2.100.000 |
| 2011 | The Essential                                                 | — | — | CH58 (1 Wo.)CH | UK— SilberUK | US— GoldUS | Erstveröffentlichung: 7. Oktober 2011 Verkäufe: + 560.000                                       |
| 2012 | Mr. Blue Sky: The Very Best of Electric Light Orchestra       | — | — | — | UK8 Gold · (5 Wo.)UK | US118 (1 Wo.)US | Erstveröffentlichung: 5. Oktober 2012 Verkäufe: + 100.000; Neuaufnahmen alter Stücke            |

grau schraffiert: keine Chartdaten aus diesem Jahr verfügbar
Weitere Kompilationen
- 1974: Showdown
- 1977: The Light Shines On (Verkäufe: + 60.000)
- 1979: The Light Shines On Vol. 2
- 1981: The Best of ELO
- 1986: First Movement
- 1990: ELO Classics (US: Gold)
- 1990: Monstruos del Rock
- 1991: Early ELO: 1971-1973
- 1992: ELO’s Greatest Hits Vol. 2
- 1992: Burning Bright
- 1992: Definitive Collection
- 1995: Strange Magic: The Best of Electric Light Orchestra
- 1996: The Best of Electric Light Orchestra
- 1999: Friends & Relatives
- 2003: The Essential Electric Light Orchestra
- 2004: Early Years
- 2006: The Collection
- 2007: Ticket to the Moon: The Very Best of Electric Light Orchestra Volume 2

### EPs
| Jahr | Titel      | Höchstplatzierung, Gesamtwochen, AuszeichnungChartplatzierungen (Jahr, Titel, Platzierungen, Wochen, Auszeichnungen, Anmerkungen) | Höchstplatzierung, Gesamtwochen, AuszeichnungChartplatzierungen (Jahr, Titel, Platzierungen, Wochen, Auszeichnungen, Anmerkungen) | Höchstplatzierung, Gesamtwochen, AuszeichnungChartplatzierungen (Jahr, Titel, Platzierungen, Wochen, Auszeichnungen, Anmerkungen) | Höchstplatzierung, Gesamtwochen, AuszeichnungChartplatzierungen (Jahr, Titel, Platzierungen, Wochen, Auszeichnungen, Anmerkungen) | Höchstplatzierung, Gesamtwochen, AuszeichnungChartplatzierungen (Jahr, Titel, Platzierungen, Wochen, Auszeichnungen, Anmerkungen) | Anmerkungen                         |
| Jahr | Titel      | DE | AT | CH | UK | US | Anmerkungen                         |
| ---- | ---------- | --- | --- | --- | --- | --- | ----------------------------------- |
| 1978 | The ELO EP | — | — | — | UK34 (6 Wo.)UK | — | Erstveröffentlichung: Dezember 1978 |

grau schraffiert: keine Chartdaten aus diesem Jahr verfügbar
Weitere EPs
- 1984: Electric Light Orchestra

## Singles
| Jahr | Titel Album                                             | Höchstplatzierung, Gesamtwochen/‑monate, AuszeichnungChartplatzierungen (Jahr, Titel, Album, Platzierungen, Wochen/Monate, Auszeichnungen, Anmerkungen) | Höchstplatzierung, Gesamtwochen/‑monate, AuszeichnungChartplatzierungen (Jahr, Titel, Album, Platzierungen, Wochen/Monate, Auszeichnungen, Anmerkungen) | Höchstplatzierung, Gesamtwochen/‑monate, AuszeichnungChartplatzierungen (Jahr, Titel, Album, Platzierungen, Wochen/Monate, Auszeichnungen, Anmerkungen) | Höchstplatzierung, Gesamtwochen/‑monate, AuszeichnungChartplatzierungen (Jahr, Titel, Album, Platzierungen, Wochen/Monate, Auszeichnungen, Anmerkungen) | Höchstplatzierung, Gesamtwochen/‑monate, AuszeichnungChartplatzierungen (Jahr, Titel, Album, Platzierungen, Wochen/Monate, Auszeichnungen, Anmerkungen) | Anmerkungen                                                                      | [↑]: gemeinsam behandelt mit vorhergehendem Eintrag; [←]: in beiden Charts platziert |
| Jahr | Titel Album                                             | DE | AT | CH | UK | US | Anmerkungen                                                                      |                                                                                      |
| ---- | ------------------------------------------------------- | --- | --- | --- | --- | --- | -------------------------------------------------------------------------------- | ------------------------------------------------------------------------------------ |
| 1972 | 10538 Overture The Electric Light Orchestra / No Answer | — | — | — | UK9 (8 Wo.)UK | — | Erstveröffentlichung: 19. Mai 1972                                               |                                                                                      |
| 1972 | Roll Over Beethoven ELO 2 / Electric Light Orchestra II | DE22 (5 Wo.)DE | — | — | UK6 (10 Wo.)UK | US42 (16 Wo.)US | Erstveröffentlichung: Dezember 1972                                              |                                                                                      |
| 1973 | Showdown On the Third Day                               | — | — | — | UK12 (10 Wo.)UK | US53 (18 Wo.)US | Erstveröffentlichung: 14. September 1973                                         |                                                                                      |
| 1974 | Ma-Ma-Ma Belle On the Third Day                         | — | — | — | UK22 (8 Wo.)UK | — | Erstveröffentlichung: Februar 1974                                               |                                                                                      |
| 1974 | Daybreaker On the Third Day                             | — | — | — | — | US87 (5 Wo.)US | Erstveröffentlichung: Juni 1974 B-Seite: Daytripper                              |                                                                                      |
| 1974 | Can’t Get It Out of My Head Eldorado, a Symphony        | — | — | — | UK52 (2 Wo.)UK | US9 (16 Wo.)US | Erstveröffentlichung: November 1974                                              |                                                                                      |
| 1975 | Poorboy (The Greenwood) Eldorado, a Symphony            | — | — | — | — | — | Erstveröffentlichung: April 1975                                                 |                                                                                      |
| 1975 | Evil Woman Face the Music                               | — | — | — | UK10 Silber · (8 Wo.)UK | US10 Platin · (17 Wo.)US | Erstveröffentlichung: 31. Oktober 1975                                           |                                                                                      |
| 1976 | Strange Magic Face the Music                            | — | — | — | UK38 (3 Wo.)UK | US14 Gold · (14 Wo.)US | Erstveröffentlichung: Februar 1976                                               |                                                                                      |
| 1976 | Nightrider Face the Music                               | — | — | — | — | — | Erstveröffentlichung: 19. März 1976                                              |                                                                                      |
| 1976 | Waterfall Face the Music                                | — | — | — | — | — | Erstveröffentlichung: April 1976                                                 |                                                                                      |
| 1976 | Livin’ Thing A New World Record                         | DE5 (20 Wo.)DE | AT3 (4 Mt.)AT | — | UK4 Silber + Gold (Digital) · (12 Wo.)UK | US13 Gold · (18 Wo.)US | Erstveröffentlichung: 26. Oktober 1976 Verkäufe: + 1.180.000                     |                                                                                      |
| 1977 | Do Ya A New World Record                                | DE42 (1 Wo.)DE | — | — | — | US24 (12 Wo.)US | Erstveröffentlichung: Januar 1977                                                |                                                                                      |
| 1977 | Rockaria! A New World Record                            | — | AT7 (3 Mt.)AT | — | UK9 (9 Wo.)UK | — | Erstveröffentlichung: Februar 1977                                               |                                                                                      |
| 1977 | Telephone Line A New World Record                       | DE32 (9 Wo.)DE | — | — | UK8 (10 Wo.)UK | US7 Platin · (23 Wo.)US | Erstveröffentlichung: April 1977 Verkäufe: + 1.000.000                           |                                                                                      |
| 1977 | Turn to Stone Out of the Blue                           | DE32 (9 Wo.)DE | — | — | UK18 Silber · (12 Wo.)UK | US13 Gold · (15 Wo.)US | Erstveröffentlichung: 14. Oktober 1977 Verkäufe: + 700.000                       |                                                                                      |
| 1978 | Mr. Blue Sky Out of the Blue                            | DE27 Gold · (10 Wo.)DE | — | — | UK6 ×4Vierfachplatin · (11 Wo.)UK | US35 ×3Dreifachplatin · (12 Wo.)US | Erstveröffentlichung: 28. Januar 1978 Verkäufe: + 5.930.000                      |                                                                                      |
| 1978 | Wild West Hero Out of the Blue                          | — | — | — | UK6 Silber · (14 Wo.)UK | — | Erstveröffentlichung: Mai 1978 Verkäufe: + 250.000                               |                                                                                      |
| 1978 | Sweet Talkin’ Woman Out of the Blue                     | — | — | — | UK6 Silber · (9 Wo.)UK | US17 Gold · (16 Wo.)US | Erstveröffentlichung: 22. September 1978 Verkäufe: + 750.000                     |                                                                                      |
| 1978 | It’s Over Out of the Blue                               | — | — | — | — | US75 (4 Wo.)US | Erstveröffentlichung: 7. Oktober 1978                                            |                                                                                      |
| 1979 | Shine a Little Love Discovery                           | DE30 (14 Wo.)DE | AT23 (1 Mt.)AT | — | UK6 Silber · (10 Wo.)UK | US8 (15 Wo.)US | Erstveröffentlichung: 27. April 1979 Verkäufe: + 250.000                         |                                                                                      |
| 1979 | The Diary of Horace Wimp Discovery                      | DE52 (6 Wo.)DE | — | — | UK8 Silber · (9 Wo.)UK | — | Erstveröffentlichung: Juli 1979 Verkäufe: + 250.000                              |                                                                                      |
| 1979 | Don’t Bring Me Down Discovery                           | DE5 (28 Wo.)DE | AT2 (4 Mt.)AT | CH2 (11 Wo.)CH | UK3 Platin · (9 Wo.)UK | US4 ×2Doppelplatin · (15 Wo.)US | Erstveröffentlichung: 24. August 1979 Verkäufe: + 4.225.000                      |                                                                                      |
| 1979 | Midnight Blue Discovery                                 | — | — | — | — | — | Erstveröffentlichung: 31. August 1979                                            |                                                                                      |
| 1979 | Last Train to London Discovery                          | — | — | — | UK8 Silber · (10 Wo.)UK | US39 (11 Wo.)US | Erstveröffentlichung: 1. November 1979                                           |                                                                                      |
| 1979 | Confusion Discovery                                     | DE6 (24 Wo.)DE | AT5 (4½ Mt.)AT | —[UK: ↑] | UK8 Silber · (10 Wo.)UK | US37 Gold · (8 Wo.)US | Erstveröffentlichung: 9. November 1979 Verkäufe: + 250.000                       |                                                                                      |
| 1980 | I’m Alive Xanadu                                        | DE16 (21 Wo.)DE | — | — | UK20 (9 Wo.)UK | US16 Gold · (15 Wo.)US | Erstveröffentlichung: Mai 1980 Verkäufe: + 1.000.000                             |                                                                                      |
| 1980 | Xanadu                                                  | DE1 (29 Wo.)DE | AT1 (4½ Mt.)AT | CH2 (14 Wo.)CH | UK1 Silber · (11 Wo.)UK | US8 (17 Wo.)US | Erstveröffentlichung: 6. Juni 1980 Verkäufe: + 275.000; feat. Olivia Newton-John |                                                                                      |
| 1980 | All Over the World Xanadu                               | DE27 (12 Wo.)DE | — | — | UK11 Silber · (8 Wo.)UK | US13 (16 Wo.)US | Erstveröffentlichung: September 1980 Verkäufe: + 200.000                         |                                                                                      |
| 1980 | Don’t Walk Away Xanadu                                  | DE52 (4 Wo.)DE | — | — | UK21 (10 Wo.)UK | — | Erstveröffentlichung: Oktober 1980                                               |                                                                                      |
| 1981 | Hold on Tight Time                                      | DE2 (27 Wo.)DE | AT2 (4 Mt.)AT | CH1 (14 Wo.)CH | UK4 Silber · (12 Wo.)UK | US10 (19 Wo.)US | Erstveröffentlichung: Juli 1981 Verkäufe: + 250.000                              |                                                                                      |
| 1981 | Twilight Time                                           | DE17 (17 Wo.)DE | AT15 (1½ Mt.)AT | — | UK30 (7 Wo.)UK | US38 (11 Wo.)US | Erstveröffentlichung: Oktober 1981                                               |                                                                                      |
| 1982 | Here Is the News / Ticket to the Moon Time              | DE61 (6 Wo.)DE | — | — | UK24 (8 Wo.)UK | — | Erstveröffentlichung: Januar 1982                                                |                                                                                      |
| 1982 | The Way Life’s Meant to Be Time                         | DE30 (10 Wo.)DE | — | — | — | — | Erstveröffentlichung: April 1982                                                 |                                                                                      |
| 1983 | Rock ’n’ Roll Is King Secret Messages                   | DE17 (15 Wo.)DE | AT16 (1½ Mt.)AT | CH8 (6 Wo.)CH | UK13 (9 Wo.)UK | US19 (13 Wo.)US | Erstveröffentlichung: Mai 1983                                                   |                                                                                      |
| 1983 | Secret Messages                                         | — | — | — | UK48 (3 Wo.)UK | — | Erstveröffentlichung: August 1983                                                |                                                                                      |
| 1983 | Four Little Diamonds Secret Messages                    | — | — | — | UK84 (2 Wo.)UK | US86 (2 Wo.)US | Erstveröffentlichung: September 1983                                             |                                                                                      |
| 1983 | Stranger Secret Messages                                | — | — | — | — | — | Erstveröffentlichung: Dezember 1983                                              |                                                                                      |
| 1986 | Calling America Balance of Power                        | DE31 (14 Wo.)DE | AT22 (1 Mt.)AT | — | UK28 (7 Wo.)UK | US18 (15 Wo.)US | Erstveröffentlichung: Januar 1986                                                |                                                                                      |
| 1986 | So Serious Balance of Power                             | — | — | — | UK77 (3 Wo.)UK | — | Erstveröffentlichung: April 1986                                                 |                                                                                      |
| 1986 | Getting to the Point Balance of Power                   | — | — | — | UK60 (1 Wo.)UK | — | Erstveröffentlichung: August 1986                                                |                                                                                      |
| 2001 | Alright Zoom                                            | — | — | — | — | — | Erstveröffentlichung: 26. Mai 2001                                               |                                                                                      |
| 2001 | Moment in Paradise Zoom                                 | — | — | — | — | — | Erstveröffentlichung: 2001                                                       |                                                                                      |
| 2015 | When I Was A Boy Alone in the Universe                  | — | — | — | — | — | Erstveröffentlichung: 28. September 2015                                         |                                                                                      |
| 2015 | One Step At A Time Alone in the Universe                | — | — | — | — | — | Erstveröffentlichung: 14. Dezember 2015                                          |                                                                                      |
| 2016 | Ain’t It a Drag Alone in the Universe                   | — | — | — | — | — | Erstveröffentlichung: 22. Februar 2016                                           |                                                                                      |
| 2019 | From Out of Nowhere                                     | — | — | — | — | — | Erstveröffentlichung: 26. September 2019                                         |                                                                                      |
| 2019 | Time of Our Life From Out of Nowhere                    | — | — | — | — | — | Erstveröffentlichung: 25. Oktober 2019                                           |                                                                                      |

grau schraffiert: keine Chartdaten aus diesem Jahr verfügbar

## Videoalben
| Jahr | Titel                                             | Höchstplatzierung, Gesamtwochen, AuszeichnungChartplatzierungen (Jahr, Titel, Platzierungen, Wochen, Auszeichnungen, Anmerkungen) | Höchstplatzierung, Gesamtwochen, AuszeichnungChartplatzierungen (Jahr, Titel, Platzierungen, Wochen, Auszeichnungen, Anmerkungen) | Höchstplatzierung, Gesamtwochen, AuszeichnungChartplatzierungen (Jahr, Titel, Platzierungen, Wochen, Auszeichnungen, Anmerkungen) | Höchstplatzierung, Gesamtwochen, AuszeichnungChartplatzierungen (Jahr, Titel, Platzierungen, Wochen, Auszeichnungen, Anmerkungen) | Höchstplatzierung, Gesamtwochen, AuszeichnungChartplatzierungen (Jahr, Titel, Platzierungen, Wochen, Auszeichnungen, Anmerkungen) | Anmerkungen                                   |
| Jahr | Titel                                             | DE | AT | CH | UK | US | Anmerkungen                                   |
| ---- | ------------------------------------------------- | --- | --- | --- | --- | --- | --------------------------------------------- |
| 1998 | Out of the Blue Tour: Live at Wembley / Discovery | — | — | — | UK1 Gold · (22 Wo.)UK | — | Erstveröffentlichung: 2015 Verkäufe: + 25.000 |
| 2001 | Zoom Tour Live                                    | — | — | — | UK3 Platin · (65 Wo.)UK | — | Erstveröffentlichung: 2001 Verkäufe: + 50.000 |
| 2010 | Live – The Early Years                            | — | — | — | UK14 (3 Wo.)UK | — | Erstveröffentlichung: 2010                    |
| 2015 | Jeff Lynne’s ELO: Live in Hyde Park               | — | — | — | UK1 Gold · (221 Wo.)UK | — | Erstveröffentlichung: 2015 Verkäufe: + 25.000 |

Weitere Videoalben
- 1978: Live at Wembley
- 1979: Discovery
- 1990: Fusion – Live in London
- 1991: The Very Best of ELO
- 2005: Inside the Electric Light Orchestra 1970–1973

## Boxsets
- 1980: A Box of Their Best (auch bekannt als: Four Light Years)
- 1983: Eldorado / Electric Light Orchestra II
- 1990: Afterglow
- 2000: Flashback
- 2006: The Harvest Years: 1970-1973
- 2011: The Classic Albums Collection
- 2018: Original Album Classics

## Promoveröffentlichungen
| Jahr | Titel Album                           | Anmerkungen                             |
| ---- | ------------------------------------- | --------------------------------------- |
| 1979 | Need Her Love Discovery               | Erstveröffentlichung: 1979              |
| 1986 | Sorrow About to Fall Balance of Power | Erstveröffentlichung: 1986              |
| 2006 | Surrender The Essential               | Erstveröffentlichung: 4. September 2006 |
| 2007 | Latitude 88 North The Essential       | Erstveröffentlichung: 2007              |

## Statistik

### Chartauswertung
|                     | DE     | AT     | CH    | UK     | US     |
| ------------------- | ------ | ------ | ----- | ------ | ------ |
| Nummer-eins-Alben   | DE2DE  | AT1AT  | CH—CH | UK4UK  | US—US  |
| Top-10-Alben        | DE7DE  | AT5AT  | CH2CH | UK14UK | US5US  |
| Alben in den Charts | DE14DE | AT10AT | CH7CH | UK22UK | US20US |

|                       | DE     | AT     | CH    | UK     | US     |
| --------------------- | ------ | ------ | ----- | ------ | ------ |
| Nummer-eins-Singles   | DE1DE  | AT1AT  | CH1CH | UK1UK  | US—US  |
| Top-10-Singles        | DE5DE  | AT6AT  | CH4CH | UK15UK | US7US  |
| Singles in den Charts | DE20DE | AT10AT | CH4CH | UK32UK | US25US |

|                          | DE    | AT    | CH    | UK    | US    |
| ------------------------ | ----- | ----- | ----- | ----- | ----- |
| Nummer-eins-Videoalben   | DE—DE | AT—AT | CH—CH | UK1UK | US—US |
| Top-10-Videoalben        | DE—DE | AT—AT | CH—CH | UK1UK | US—US |
| Videoalben in den Charts | DE—DE | AT—AT | CH—CH | UK2UK | US—US |

### Auszeichnungen für Musikverkäufe
| Goldene Schallplatte - Australien - 1979: für die Single Don’t Bring Me Down - Dänemark - 2023: für die Single Mr. Blue Sky - Finnland - 1978: für das Album A New World Record - Frankreich - 1980: für das Album Discovery - Hongkong - 1983: für das Album ELO’s Greatest Hits - Irland - 2005: für das Album All Over the World: The Very Best of Electric Light Orchestra - Italien - 1981: für das Album Xanadu - 1981: für die Single Xanadu - 2021: für die Single Mr. Blue Sky - Kanada - 1976: für das Album Face the Music - 1977: für die Single Telephone Line - 1983: für das Album Secret Messages - 1984: für die Single Rock ’n’ Roll Is King - Neuseeland - 1993: für das Album The Greatest Hits - 2016: für das Album All Over the World: The Very Best of Electric Light Orchestra - Niederlande - 1978: für das Album Out of the Blue - 1978: für das Album A New World Record - 1982: für das Album Time - Norwegen - 1999: für das Album Light Years, The Very Best Of Electric Light Orchestra | Platin-Schallplatte - Australien - 1980: für das Album Xanadu - 1980: für das Album ELO’s Greatest Hits - 2003: für das Album Zoom - 2014: für das Album All Over the World: The Very Best of Electric Light Orchestra - Hongkong - 1981: für das Album Xanadu - 1982: für das Album Discovery - Kanada - 1977: für das Album Out of the Blue - 1978: für das Album Olé ELO - 1978: für das Album Eldorado - 1979: für das Album ELO’s Greatest Hits - Neuseeland - 1980: für das Album Discovery - 1980: für das Album ELO’s Greatest Hits - 1980: für das Album Xanadu - 2018: für das Album All Over The World – The Best Of - 2022: für die Single Livin’ Thing - Spanien - 2024: für die Single Mr. Blue Sky | 2× Platin-Schallplatte - Argentinien - 1979: für das Album ELO’s Greatest Hits - 1993: für das Album Discovery - Australien - 2009: für das Videoalbum Zoom – Live - Kanada - 1977: für das Album A New World Record - 1982: für das Album Xanadu - Neuseeland - 2024: für die Single Don’t Bring Me Down 3× Platin-Schallplatte - Kanada - 1979: für das Album Discovery - Neuseeland - 2024: für die Single Mr. Blue Sky 4× Platin-Schallplatte - Australien - 1979: für das Album Discovery |

Anmerkung: Auszeichnungen in Ländern aus den Charttabellen bzw. Chartboxen sind in ebendiesen zu finden.
| Land/RegionAuszeichnungen für Musikverkäufe (Land/Region, Auszeichnungen, Verkäufe, Quellen) | Silber       | Gold       | Platin       | Verkäufe   | Quellen                           |
| -------------------------------------------------------------------------------------------- | ------------ | ---------- | ------------ | ---------- | --------------------------------- |
| Argentinien (CAPIF)                                                                          | —            | —          | 4× Platin4   | 240.000    | capif.org.ar                      |
| Australien (ARIA)                                                                            | —            | Gold1      | 10× Platin10 | 505.000    | aria.com.au                       |
| Dänemark (IFPI)                                                                              | —            | Gold1      | —            | 45.000     | ifpi.dk                           |
| Deutschland (BVMI)                                                                           | —            | 6× Gold6   | —            | 1.350.000  | musikindustrie.de                 |
| Finnland (IFPI)                                                                              | —            | Gold1      | —            | 25.200     | ifpi.fi                           |
| Frankreich (SNEP)                                                                            | —            | Gold1      | —            | 100.000    | infodisc.fr                       |
| Hongkong (IFPI/HKRIA)                                                                        | —            | Gold1      | 2× Platin2   | 50.000     | ifpihk.org                        |
| Irland (IRMA)                                                                                | —            | Gold1      | —            | 7.500      | irishcharts.ie                    |
| Italien (FIMI)                                                                               | —            | 3× Gold3   | —            | 110.000    | fimi.it                           |
| Kanada (MC)                                                                                  | —            | 4× Gold4   | 10× Platin10 | 1.200.000  | musiccanada.com                   |
| Neuseeland (RMNZ)                                                                            | —            | 2× Gold2   | 10× Platin10 | 270.000    | aotearoamusiccharts.co.nz NZ2 NZ3 |
| Niederlande (NVPI)                                                                           | —            | 3× Gold3   | —            | 150.000    | nvpi.nl                           |
| Norwegen (IFPI)                                                                              | —            | Gold1      | —            | 25.000     | ifpi.no                           |
| Schweiz (IFPI)                                                                               | —            | Gold1      | —            | 25.000     | Einzelnachweise                   |
| Spanien (Promusicae)                                                                         | —            | —          | Platin1      | 60.000     | elportaldemusica.es               |
| Vereinigte Staaten (RIAA)                                                                    | —            | 13× Gold13 | 17× Platin17 | 26.000.000 | riaa.com                          |
| Vereinigtes Königreich (BPI)                                                                 | 17× Silber17 | 12× Gold12 | 18× Platin18 | 11.510.000 | bpi.co.uk                         |
| Insgesamt                                                                                    | 17× Silber17 | 51× Gold51 | 72× Platin72 |            |                                   |